# Pleśnienie owoców i nasion

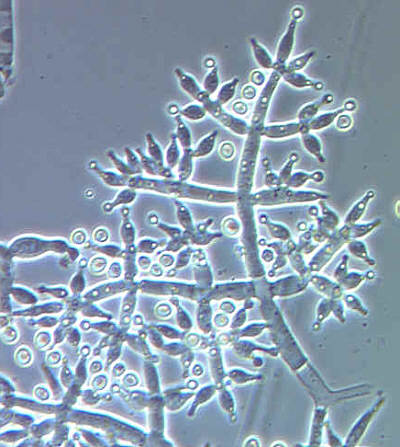
Konidia Trichoderma harzianum

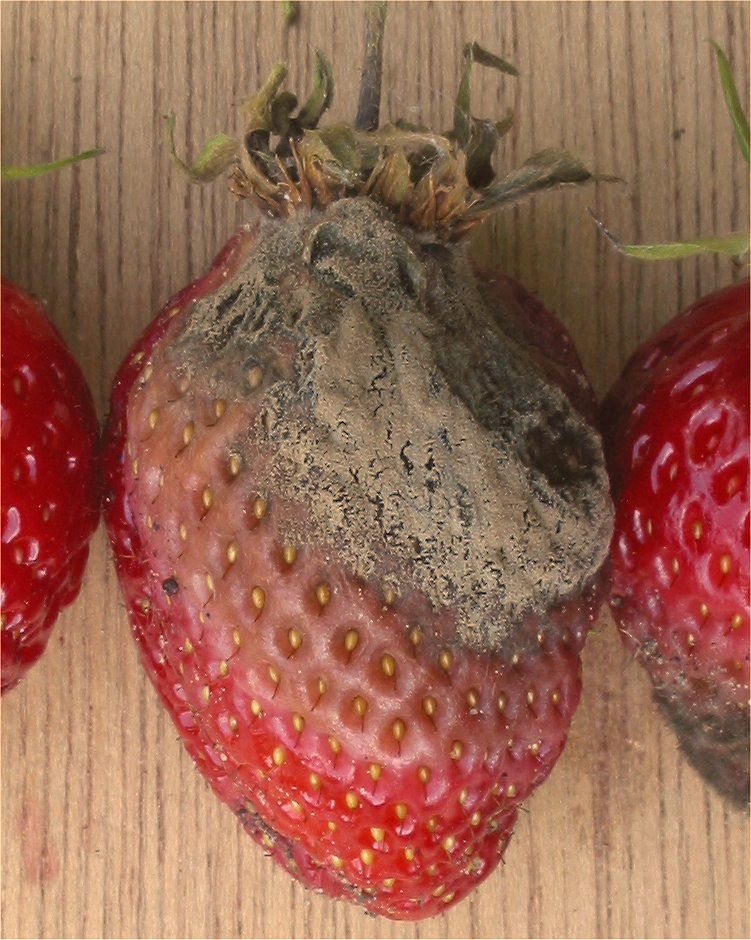
Truskawka zarażona grzybem Botrytis cinerea powodującym szarą pleśń

Pleśnienie owoców i nasion – proces pleśnienia zachodzący na powierzchni i wewnątrz owoców i nasion.
Owoce i nasiona są organami roślin służącymi do ich rozmnażania. Charakteryzują się małym natężeniem zachodzących w nich procesów życiowych. Szczególnie ważne dla reprodukcji nasiona są narażone na ataki słabych pasożytów względnych, których zdolność do zakażania i patogeniczność może być ograniczona jedynie przez niesprzyjające warunki środowiska zewnętrznego. Niska temperatura, umiarkowana wilgotność względna powietrza oraz oporność nasion wynikającą z zabezpieczającego charakteru ich tkanek okrywających – łupin – mogą uniemożliwić rozwój pleśni.

## Pleśnienie nasion
Sprawcami pleśnienia są szybko rosnące, mało wymagające pleśnie z klas: sprzężniaków (Zygomycetes), Hyphomycetes i workowców (Ascomycota), tj. Plectomycetes i Sordariomycetes. Do sprzężniaków należą gatunki: Mucor mucedo, Mucor stolonifer, Mucor racemosus, Mucor hiemalis, Rhizopus nigricans, Rhizopus arrhizus i inne. Do grzybów niedoskonałych wywołujących pleśnienie należą m.in.: Botrytis cinerea, Trichoderma spp: Trichoderma viride, Verticillium alboattrum, Verticillium candelabrum, Verticillium affine, Trichothecium roseum, Cladosporium spp i inne. Do Plectomycetes należą m.in.: pędzlaki (Penicllinum spp) i kropidlaki (Aspergillus spp). Do Pyrenomycetes należy m.in. Chaetomium spp.
Spośród wymienionych najbardziej znanym jest Botrytis cinerea powodujący szarą pleśń. Oprócz nasion grzyb ten atakuje również starzejące się i zaatakowane przez inne organizmy części wielu roślin. Znany jest w rolnictwie, leśnictwie i ogrodnictwie. W szkółkach leśnych jest sprawcą uszkadzania wschodów (siewek) sosen, modrzewi i świerków. Atakuje również przymrożone igły modrzewi.